# د. روبوتنكس مين بين ماشين

لقطة من داخل اللعبة.

د. روبوتنيك مين بين مشين(بالإنجليزية:Dr. Robotnik's Mean Bean Machine)(المعروف في أوروبا باسم Dr. Robotnik and his mean bean machine)هي لعبة فيديو من النوع أحجية, ناشر اللعبة من قبل سيجا و تطوير من قبل Compile صدرت في عام 1993,اللعبة عبارة عن نسخة غربية من لعبة بويو بويو (Puyo Puyo) ، و تم استبداله شخصياتها بشخصيات مصممة على أشكال شخصيات المسلسل مغامرات سونيك القنفذ.

## وصلات خارجية
- د. روبوتنكس مين بين ماشين على موقع IMDb (الإنجليزية)

- Dr. Robotnik's Mean Bean Machine at فرتشويل كونسول
- Dr. Robotnik's Mean Bean Machine at ستيم
- Dr. Robotnik's Mean Bean Machine at جيم فاكس
- Dr. Robotnik's Mean Bean Machine على موبي غيمز